# Baron Farnham
Baron Farnham, of Farnham in the County of Cavan, ist ein erblicher britischer Adelstitel in der Peerage of Ireland.
Familiensitz der Baronie ist Farnham House bei Cavan im County Cavan.

## Verleihung und Geschichte des Titels
Der Titel wurde am 6. Mai 1756 für den Juristen und Politiker John Maxwell aus dem Clan Maxwell geschaffen.
Dessen ältester Sohn, der 2. Baron, wurde am 10. September 1760 zum Viscount Farnham und am 13. Mai 1763 zum Earl of Farnham erhoben, hinterließ aber keine Söhne, sodass die Titel bei seinem Tod am 16. November 1779 erloschen. Die Baronie fiel an seinen Bruder als 3. Baron. Dieser wurde am 10. Januar 1781 zum Viscount Farnham und am 22. Juni 1785 zum Earl of Farnham erhoben. Diese beiden Titel erloschen beim Tod seines Sohnes des 2. Earls am 23. Juli 1823; die Baronie fiel an dessen Cousin als 5. Baron.
Sein Großneffe, 9. Baron, erbte am 4. Dezember 1885 auch den fortan nachgeordneten Titel 11. Baronet, of Calderwood in the County of Lanark, der am 28. März 1627 in der Baronetage of Nova Scotia seinem Verwandten James Maxwell of Calderwood verliehen worden war. Die Barone sind seither Oberhaupt der Familienlinie Maxwell of Calderwood. Dessen Sohn, der 10. Baron, ergänzte 1900 seinen Familiennamen zu Maxwell of Calderwood.
Heutiger Titelinhaber ist seit 2001 dessen Urenkel Simon Maxwell of Calderwood als 13. Baron.

## Liste der Barone Farnham (1756)
- John Maxwell, 1. Baron Farnham († 1759)
- Robert Maxwell, 1. Earl of Farnham, 2. Baron Farnham († 1779)
- Barry Maxwell, 1. Earl of Farnham, 3. Baron Farnham († 1800)
- John Maxwell, 2. Earl of Farnham, 4. Baron Farnham (1760–1823)
- John Maxwell-Barry, 5. Baron Farnham (1767–1838)
- Henry Maxwell, 6. Baron Farnham (1774–1838)
- Henry Maxwell, 7. Baron Farnham (1799–1868)
- Somerset Maxwell, 8. Baron Farnham (1803–1884)
- James Maxwell, 9. Baron Farnham (1813–1896)
- Somerset Maxwell of Calderwood, 10. Baron Farnham (1849–1900)
- Arthur Maxwell of Calderwood, 11. Baron Farnham (1879–1957)
- Barry Maxwell of Calderwood, 12. Baron Farnham (1931–2001)
- Simon Maxwell of Calderwood, 13. Baron Farnham (* 1933)

Titelerbe (Heir Apparent) ist der Sohn des aktuellen Titelinhabers, Hon. Robin Somerset Maxwell (* 1965).